# 대한민국 헌법 제7호
대한민국 헌법 제7호(大韓民國憲法第七號)는 1969년 박정희 정권이 정권 연장을 위해 대통령의 3선이 가능하도록 대한민국 헌법 제6호의 일부가 개정되고 1969년 10월 17일 국민투표로 확정한 헌법이다. (대한민국 헌법을 제정한 이래로 6번째로 개정한 헌법이다.)

## 개헌절차
헌법개정시 헌법 제119조에 따른다.
1. 헌법개정의 제안은 국회의 재적의원 3분의 1이상 또는 국회의원선거권자 50만인이상의 찬성으로써 한다.
2. 제안된 헌법개정안은 대통령이 30일이상의 기간 이를 공고하여야 한다.
3. 국회는 헌법개정안이 공고된 날로부터 60일이내에 이를 의결하여야 하며 재적의원 3분의 2이상의 찬성을 얻어야 한다.
4. 헌법개정안은 국회가 의결한 후 60일이내에 국민투표에 붙여 국회의원선거권자 과반수의 투표와 투표자 과반수의 찬성을 얻어야 한다.
5. 헌법개정안이 국민투표로 찬성을 얻은 때에는 헌법개정은 확정되며 대통령은 즉시 이를 공포하여야 한다.

## 개헌경과

### 개헌안제안 경과
- 1968년 12월 17일 : 윤치영의 개헌과 관련한 발언 이후 공식화되었으며,[* 1] 이듬해인 1969년 1월 6일 윤치영공화당의장서리와 길재호공화당사무총장의 개헌논의 발언[* 2]으로 본격적으로 양성화되었다.
- 1969년 1월 10일 : 박정희대통령은 연두기자회견을 통해 "특별한 사유가 없는 한 내 임기중 개헌을 안하는 것이 내 소신이지만 필요가 있다면 연말이나 내년초 논의해도 늦지 않다"고 자신의 견해를 밝혔다.[* 3] 개헌에 대한 대통령의 언급에 대하여 민주공화당내 개정을 추진하는 간부들은 여론만 성숙되면 개헌안을 빨리 처리해야 한다고 주장하면서 설득작업을 본격화하기 시작하였으며 구주류를 중심으로한 일부의원들은 이에 대하여 소극적 태도를 견지하였다.
- 1969년 1월 14일 :신민당은 정무회의에서 3선개헌 저지를 위해 「호헌5인위원회」護憲五人委員會/김의택, 조영규, 정헌주, 고흥문, 김영삼을 구성하고[* 4] 구체적인 개헌방지 대책을 세웠다.
- 1969년 1월 17일 : 신민당 유진오총재는 "신민당은 당의 운명을 걸고 대통령삼선개헌저지투쟁을 벌이겠다"고 선언였으며.[* 5] 당 조직을 이원조직으로 구성하기로 하고 당내기구로 「대통령삼선개헌저지투쟁위원회」를 구성, 당외기구로 범야초당기구 구성을 위해 정정법[* 6] 해금인사 및 종교계, 학계, 학생층 및 지식인들과 규합하기로 하였다.
- 1969년 2월 3일 : 공화당 의원총회에서 찬반논의가 이루어지자 박정희공화당총재는 경제건설을 이유로 개헌문제를 거론치 말 것을 지시하자, 공화당은 개헌논의에 대해 소극적으로 대처하였다.[* 7] 정정법해금 인사들은「대통령삼선개헌반대범국민투쟁위원회」발기를 선언했다.[* 8]
- 1969년 3월 7일 : 제68회 임시국회 본회의에서 신민당은 삼선개헌문제에 중점적으로 대정부질의를 했다.[* 9]
- 1969년 4월 5일: 신민당과 정정법 해금인사들은 「개헌저지단일투위」를 발족시키기 위한 절충을 벌이기 위해 쌍방동수로 된「14인 준비위원」를 구성했다.[* 10]

신민당/유진산, 이재형, 조한백, 홍익표, 양일동, 정헌주, 김영삼
재야인사/이철승, 윤길중, 김영선, 김상돈, 김선태, 조중서, 황병호
- 1969년 4월 8일 : 삼선개헌에 반대하는 공화당 구주류의 4 · 8항명이 일어나고 4월 15일 구주류 중앙위원 5인양순직 예춘호 박종태 정태성 김달수를 제명한다.
- 1969년 4월 25일 : 박대통령은 기자회견석상에서 "꼭 필요가 있다면 개헌할 수 있으나 그 필요성과 정당한 이유가 문제"라고 말하였다.[* 11] 정부와 여당은 3선 개헌을 다시 공식화하였고 민주공화당은 3선개헌을 방침으로 굳히고 6월부터 민주공화당과 정우회소속의원들을 상대로 개헌찬성서명[* 12]을 받기 시작했다.
- 1969년 5월 3일 : 신민당은 3일 광주에서 10일 부산에서 11일 대구에서 개헌반대 강연을 열고 박대통령은 개헌문제에 과해 분명한 태도를 밝히라고 요구하였다.[* 13]
- 1969년 5월 9일 : 공화당은 야당의 개헌반대운동에 대해 "대안없는 무책임한 언동"이라 비판하면서 개헌고려촉구성명을 발표하였다.[* 14]
- 1969년 5월 21일 : 신민당은 제3년차 전당대회를 개최하여 헌정수호를 위한 삼선개헌 단호한 반대를 결의하였다.[* 15]
- 1969년 6월 5일 : 신민당과 정정법해금인사 및 재야각계인사들은 서울YMCA 소강당에서 「삼선개헌반대범국민투쟁위원회」36인 준비위원회를 열고 삼선개헌반대 투쟁태세를 갖추었다.[* 16]

신민당/유진산, 정일형 이재형, 김의택 고흥문 김영삼 김재광 정헌주 양일동
정정법해금인사/김상돈, 김선태, 김영선, 이철승 윤길중 조중서 황병호
재야각계/최용근, 김준섭, 김철, 김재호, 김재학, 이병린, 김재준, 이태준, 송병주, 이상로, 김경재, 이동화, 정화암, 장준하, 이성렬, 강기철, 계훈제, 이기택, 박정훈, 이만희
- 1969년 6월 7일 : 3선개헌반대범국민투쟁위원회 준비위원회는 10인 소위원회를 구성했다.[* 17]

신민당/고흥문, 김의택, 정헌주
정정법해금인사/이철승, 김영선, 윤길중
재야인사/김준섭, 이기택, 김철, 이만희
- 1969년 6월 12일 : 오전 11시 서울법대생 300여명이 학교강당에 모여 헌정수호 서울법대학생총회를 개최하여 헌정수호선언문을 채택하였다.[* 18] 이후 학생 데모가 전국적으로 파급되었다.
- 1969년 6월 13일 : 제70회임시국회 본회의는 정일권 국무총리를 비롯 국무위원 전부를 출석시켜 개헌의 부당성을 지적하고 개헌작업의 즉각 중단을 촉구하였다. 이 대정부질의는 열흘간(23일 까지) 진행되었다.[* 19]
- 1969년 6월 20일 : 밤10시 15분경 신민당 김영삼의원 귀가 도중 피습을 받았다.[* 20]
- 1969년 6월 25일 : 문교부는 방학중에 학교장의 사전승인 없이 학생집회를 금지토록 각 학교에 시달했다.[* 21] 시달내용은 다음과 같다.

1. 일체의 보충수업을 실시하지 말 것
2. 숙제는 되도록 내지 않게, 꼭 필요한 경우에는 그 범위와 양을 최소한 줄이도록 할 것
3. 현장지도화 함께 교외생활 지도를 철저히 할 것

- 1969년 7월 7일 : 3선개헌 반대 학생데모로 전국의 대부분의 대학(서울/서울대 연세대 고려대 경희대 성균관대 동국대 우석대 항공대 광운전공대 건국대 시립농대 단국대 외국어대 숭실대 지방/경북대 전남대 전북대 조선대 원광대 공주사대 대전대 대전실업초대 충남대 부산대 충북대 춘천대 춘천농대 영남대 이리공대, 총 29개교)이 휴교 또는 조기방학에 들어갔다.[* 22]유진오총재는 박정희대통령에게 공개서한을 보내 "개헌을 하지 않겠다고 선언하면 정국안정 등 모든 문제는 끝나는 것"이라며 삼선개헌문제에 대한 결단을 촉구했다.[* 23] 공개서한에 박정희대통령은 강상욱 청와대대변인을 통하여 "개헌안이 합법적으로 발의될 때에는 공정한 관리로써 국민의 의사가 충분히 반영되도록 적법조치를 하는 것이 정부의 의무일 뿐"이라고 밝히고 "개헌찬성의사표시는 자유이나 의사표시방법은 합법적이고 평화적이어야 하며 폭력과 불법으로 의사를 관찰하겠다는 찬·반자는 용납치 않겠다고 밝혔다.[* 24]
- 1969년 7월 11일 : 개헌을 주도하는 길재호 민주공화당사무총장이 개헌에 관한 당론통일을 이유로 사임[* 25] 하고 그 후임에 오치성의원이 임명[* 26] 되었다.
- 1969년 7월 14일 : 신민당과 3선개헌반대범국민투쟁위원회는 서울유세를 기점으로 전국주요도시에서 개헌반대유세를 가졌다.
- 1969년 7월 17일 : 신민당과 정치활동정화법 해금인사, 재야인사, 각계인사가 규합하여 「삼선개헌반대범국민투쟁위원회」위원장 : 김재준/ 총 329명을 발기하였다.[* 27]
- 1969년 7월 25일 : 박정희 대통령은 「개헌문제에 과하여 특별담화문」[1]을 발표하였다. 이 담화문에서 7개조의 항목을 여야정치인에게 제의했다.

1. 개헌 문제를 통해서, 나와 이 정부에 대한 신임을 묻는다.
2. 개헌안이 통과될 때에는, 그것이 곧 국민의 신임으로 간주한다.
3. 개헌안이 부결될 때에는, 그것을 불신임을 간주한다.
4. 여당은 빠른 시일 안에 개헌안을 발의해 줄 것
5. 야당은 합법적으로 개헌 반대 운동을 전개해야 한다.
6. 개헌 찬반에 있어, 폭력과 불법은 배제한다.
7. 정부는 중립을 지켜, 공정한 국민 투표를 관리한다.

- 1969년 7월 26일 : 예비역장성 5명강기천/해병대사령관 박건원/공군준장, 백선진/윤군소장 신학진/육군소장 이희정/해군소장이 세종호텔에서 "예비역장성 225명의 이름으로 개헌을 지지한다"는 개헌 찬성 성명서를 발표하였다.[* 28] 이어 많은 단체들이 7.25회담을 지지하는 서명을 발표하였으며, 민주공화당은 당론조정작업에 들어갔다.
- 1969년 7월 28일 : 공화당중앙당사에서 당무회의를 갖고 백남억 정책의장이 마련한 연임금지안삭제, 국회의원의 국무위원겸직허용, 대통령에 대한 탄핵소추의결정족수강화등 3개항을 내용으로 하는 헌법개정안과 오치성사무총장이 마련한 종합적인 일정을 검토했다.[* 29]
- 1969년 7월 29일 : 영빈관에서 비공개로 의원총회를 열고 당무회의에서 합의된 개헌안에 대한 내용을 보고 공화당공식안에 대한 추인작업에 들어갔다.[* 30] 이날 의원총회는 29일 10시부터 30일 새벽 4시 20분까지 18시간 동안 진행되었으며 개헌안에 대한 의견은 크게 무조건찬성론/윤치영, 오치성, 백남억, 백두진, 김택수, 김봉환, 장경형 등 조건부찬성론/이만섭, 김우영 조건부반대론/오학진 신윤창 김정렬 정구연 무조건반대론/현정주으로 나뉘었다.[* 31] 조건부찬성론자였던 이만섭의원은 다음의 5개 조항의 선행조건을 제의했다.

1. 당과 행정부의 개편으로 창당이념을 구현할 것
2. 부정부패의 근원적 발본색원
3. 정보기관은 정치사찰을 중지하고 본연의 임무로 돌아갈 것
4. 국민투표에 지는 한이 있더라도 자유분위기와 공정한 관리를 보장할 것
5. 제명된 의원을 복당 시킬 것.

박총재는 선행조건에 대해 "충분이 이해하니 나에게 맡겨달라"는 약속을 전달해 일단락짓고 개헌안골자를 채택한 뒤 서명에 들어가 구주류도 서명에 동참했다. 이날 의원총회에 끝까지 참석한 의원은 98명이었고, 이날 참석하지 못한 나머지 의원은 이후 서명에 참여했다. 끝까지 반대한 정구영의원만 제외하고 108명의 민주공화당의원이 헌법개정안에 서명했다.신민당 소속 성낙현 조흥만의원은 타워호텔에서 기자회견을 열어 개헌지지 성명을 발표하였다.
- 1969년 7월 30일 : 신민당 소속 연주흠의원이 기자회견을 열어 개헌지지 서명을 발표했다.[* 34]
- 1969년 8월 5일 : 정우회소속의원들은 엠베서더호텔에서 의원총회를 소속의원 12명중 10명이 개헌안에 서명했다. 양찬우의원은 불참했고 신용남의원은 대중당과 협의를 거치기 위해 보류를 했다.[* 35] 이후, 신용남의원은 개헌안에 서명했다.

### 개헌안의결 경과
- 1969년 8월 7일 :헌법개정안의안번호:070573 윤치영의원이 발의, 122명 의원공화/108명, 정우회/11명, 신민/3명 찬성으로 국회에 접수됐다.

- 발의의원

윤치영
- 찬성의원

고재필 공정식 구태회 길재호 길전식 김대진 김동환
김두현 김병순 김봉환 김삼상 김성곤 김성용 김성철
김성희 김영복 김용순 김용진 김용채 김용호 김우영
김우경 김유탁 김유택 김익준 김장섭 김재소 김재순
김정렬 김종익 김종철 김종호 김주인 김진만 김창근
김창욱 김천수 김택수 노재필 류광현 류범수 문태준
민기식 민병권 박노선 박두선 박병선 박주현 박준규
배길도 백남억 백두진 서상린 설두하 성낙현 송한철
신동욱 신동준 신용남 신윤창 안동준 양정규 연주흠
오원선 오준석 오치성 오학진 육인수 윤인식 윤재명
윤천주 이남준 이동녕 이동원 이만섭 이매리 이민우
이백일 이병옥 이병주 이병희 이상무 이상희 이성수
이승춘 이영근 이영호 이우헌 이우현 이원만 이원엽
이원영 이원우 이윤용 이정석 이종근 이진용 이현재
이호범 이효상 장경순 장승태 장영순 전휴상 정간용
정래정 정직래 정진동 조창대 조흥만 차지철 차형근
최두고 최석림 최익규 최치환 최희송 한상준 한태일
현오봉 현정주

- 개정이유

현행헌법이 제정.시행된 이래 오늘에 이르기까자의 헌정을 통하여 경험한 실정법상의 동시에 현하의 국내외정세에 비추어 시급한 정국의 안정.국방태세 확립 및 지속적인 경제성장등의 제요청에 부응하이 위하여 이 개헌안을 제출하는 것임
- 개정골자

1. 국회의원정수의 상한을 250명으로 확대함.
2. 국회의원이 겸직할 수 없는 직을 법률로 정하도록 함.
3. 대통령에 대한 탄핵소추는 50인이상의 발의와 재적 3분의 2이상의 찬성을 얻도록 그 요건을 엄격히 함.
4. 대통령의 계속재임은 3기까지 할 수 있도록 함.

- 개정내용

제36조 2항 "국회의원의 수는 150인 이상 200인 이하의 범위안에서 법률로 정한다."를 "국회의원의 수는 150인 이상 250인 이하의 범위안에서 법률로 정한다."로 한다.
제39조 "국회의원은 대통령, 국무위원, 지방의회의원 기타 법률이 정하는 공사의 직을 겸할 수 없다"를 "국회의원은 법률이 정하는 공사의 직을 겸할 수 없다."로 한다.
제61조 2항  단서조항 "다만, 대통령에 대한 탄핵소추는 국회의원 50인이상의 발의와 재적의원 3분의 2이상의 찬성이 있어야 한다."를 추가한다.
제69조 3항 "대통령은 1차에 한하여 중임할 수 있다"를 "대통령의 계속 재임은 3기에 한한다" 로 한다.
부칙에 "이 헌법은 공포한 날로부터 시행한다."

- 1969년 8월 8일 : 헌법개정안 통과를 위해 공화당이 제71회 임시국회를 소집요구하였다.[2]신민당 소속의원들은 본회의장의 단상을 점거 무제한농성투쟁에 돌입하였다.[* 1]
- 1969년 8월 9일 : 이효상 국회의장은 본회의보고를 생략한채 헌법개정안을 정부에 직송(直送)했다. 직송된 헌법개정안은 임시각료회의를 거쳐 대통령공고 제16호로 공고되었다.[* 2]신민당 소속의원들은 단상점거를 풀고 국회 앞에서 헌법개정안저지를 위한 농성을 벌였다.
- 1969년 8월 14일 : 공화당 김용진의원외 78명이 국민투표법안의안번호:070577을 제안했다.

개정골자
1. 제7조 국민투표는 선거관리위원회법에 의한 각급선거관리위원회가 관리함
2. 제8조 투표권은 헌법개정안이 공고된 후 31일 현재로 20세이상의 국민으로 함
3. 제11조, 제12조 투표구는 국회의원선거법에 의한 투표구로 하고 개표구는 구·시·군단위로 함
4. 제15조 투표인명부는 선거관리위원회의 감독하에 구시읍면의 장이 작성함, 부재자투표제도를 인정함
5. 제29조 국민투표에 관한 옥외집회 운동의 주체는 정당과 중앙선거관리위원회에 등록한 단체로 하고 국민투표에 관한 운동에 있어서 옥외집회에 의한 운동은 이를 규제하고 옥내에 있어서의 운동은 자유로이 허용함
6. 제49조 여당과 제1야당의 대리인이 참관을 할 수 있게 함
7. 제90조 전부 또는 일부무효의 소송을 인정함
8. 부칙 제4조 이 법 시행 후 최초로 행하는 국민투표의 원활한 시행을 위하여 필요한 경과조치를 둠

신민당은 성명을 발표, 위헌조항이 내포된 국민투표법안을 철회하고 여야와 국민각계각층의 참여함에 새로 검토, 입안할 것을 공화당에 요구했다.
- 1969년 8월 16일 : 헌법개정안으로 말미암아 파국을 맞았던 제71회 임시국회가 신민당이 다음의 주제로 1.개헌지지성명의 남발사태 2.보성일부재선거에 대한 관권의 개입책임추궁 3. 수재복구대책에 관한 대정부질문을 하면서 국회가 정상화되었다.[* 4]
- 1969년 8월 21일 : 공화당 김택수 원내총무는 "국민투표법에 대한 야당의 대안 중 이유있는 것은 가능한한 모두 받아주겠다."[* 5] 고 밝혔고 신민당 김상현의원외 40명이 국민투표법안의안번호:070577을 제안했다.

1. 제3조 국민투표는 선거관리위원회법에 의한 각급선거관리위원회가 관장하되 여당과 제1야당이 추천하는 투표관리대리인을 참여시킴
2. 제8조 투표권은 헌법개정안이 공고된 당일 현재로 20세이상의 국민으로 함
3. 제12조 투표구는 국회의원선거법에 의한 투표구로 하고 개표구는 시·군단위로 함
4. 제15조 투표인명부는 개표구 선거관리위원장이 작성함, 국외에 장기체류하는 자에 한한 부재자투표제만을 인정함
5. 제38조 여당과 제1야당이 추천하는 대리인을 참관하게 함
6. 제68조, 제70조, 제71조 누구든지 헌법질서내에서 자유로이 운동을 할 수 있게 하고 옥외·옥내집회를 보장하며 공청회 개최를 보장함
7. 제84조 전부 또는 일부무효의 소송을 인정하고 소송처리는 최장 6개월로 함

- 1969년 8월 28일 :  국회 내무위에서 국민투표법안 단일화에 실패하고 여·야이견을 줄이지 못하자 신민당의원들은 별정직공무원의 찬반운동금지, 옥외집회의 무제한허용 등 13개항에 걸친 수정안을 제출, 공화당의 반대로 폐기되자 총퇴장한 가운데 공화당은 국민투표법안을 단독으로 통과시켰다.[* 6]
- 1969년 8월 30일 : 국회 법사위는 오후 8시 2분 공화당의원만으로 국민투표법안을 통과시켰다.[* 7]
- 1969년 9월 1일 : 제72회 정기국회가 개회되었다.
- 1969년 9월 2일 : 방학중이던 각급학교의 개학과 더블어 서울대를 시작으로 다시 "데모"열풍이 일어났으며, 전국 대학과 고교의 휴업사태가 빚어졌다[* 8][* 9]
- 1969년 9월 5일 : 공화당 윤치영의장서리는 "개헌안은 9일 국회에 상정하여 15일까지는 통과시킬 방침"이라고 말하고 "개헌안을 질의와 대체토론 없이 다수당이 취할 수 있는 최선의 방법으로 처리하겠다"고 밝혔다.[* 10]
- 1969년 9월 7일 : 신민당은 유진오총재 자택에서 긴급 전당대회(총 520명 中 370명 참석)를 열어 신민당을 해산했다. 해산의 목적은 헌법개정지지성명을 낸 3명성낙현 연주흠 조흥만을 제외한 나머지 의원 44명에 대해 제명조치를 취해 무소속의원으로 남고 당을 해산함으로써 이탈의원의 의원직을 상실[3] 함으로써 개헌안가결정족수117명 미달로 개헌을 저지하기 위함이었다. 무소속이 된 44명의 의원은 원내교섭단체인 신민회(新民會)를 구성하기로 합의하고 다음의 결의문을 발표하였다.[* 11]

조국의 민주체제를 파탄시키는 삼선개헌을 기어코 저지하기 위하여 눈물을 머금고 당을 바친 우리들은 무거운 책임감과 숭고한 사명감을 한층 사명감을 한층 되새기면서 다름과 같이 결의한다.
1. 공화당과 박대통령은 이제라도 삼선개헌을 즉시 철회하라.
2. 우리는 총력을 경주하여 삼선개헌분쇄의 싸움을 더욱 강화한다. 우리는 먼저 개헌안이 국회에서 부결되도록 하기 위하여 모든 악조건 속에서 싸우고 있는 국회의원들에게 최대의 지원을 보낸다.
3. 박정권은 개헌안의 강행을 위하여 민권을 억압하고 국민의 정당한 의사표시를 방해하고 있다. 우리는 이러한 불법사태를 엄중히 규탄하며 아울러 일절의 부당한 민권강압행위를 즉시 중지할 것을 요구한다.
4. 박정권은 개헌안의 강행을 위하여 정부의 예산과 기재와 공무원을 불법으로 동원하고 있다. 이는 국민의 혈세와 공복을 사용하는 것으로서 명백한 범죄다. 우리는 이러한 범죄를 역사에 고발하면서 모든 양심적인 공무원이 범법행위를 거부하고 국민의 편에서 총궐기할 것을 촉구한다.
5. 고난 속에서 굳게 뭉쳐 싸워온 우리 동지들은 우리의 불가피한 당의 해체가 가져올 모든 과도적 혼란과 부작용 그리고 악랄한 정보정치의 파괴공작을 엄중히 경계하면서 최단 시일내에 당을 재건할 것을 다짐한다.

- 1969년 9월 9일 : 30일간의 공고기간이 끝나고 헌법개정안이 본회의에 정식 상정되었다. 여·야총무회담에서 여야는 헌법개정안 의사일정을 10일에는 제안설명, 12일까지 질의 및 토론, 13일에는 표결하기로 합의했다.[* 12] 또한 국민투표법안에 대한 보완작업을 하기로 하고「국민투표법개정9인소위원회」를 구성하고 국민투표법안을 수정하기로 하였다.[* 13] 여·야합의는 신민회(新民會)가 표대결로 전략방침을 변경한데 있다.

공화/김택수 김용진 김용호 박주현
신민/김영삼 김재광 박한상 김상현
정우/차형근
- 1969년 9월 13일 : 제72회 정기국회 제5차 본회의에서 개헌안에 대한 표결 선포가 있자 신민회의원들이 단상을 점거하였고 자정을 넘기면서 산회(散會)[4] 됐는데, 14일 새벽 2시 33분 공화당·정우회총무단을 비롯 66명의 요구로 소집된 제6차 본회의는 국회 제3별관특별위원회 회의실에서 이효상의장이 제6차 본회의의 개의를 선포하였다. 본회의에는 122명공화/107명 정우회/11명 무소속/4명이 참석한 가운데 헌법개정안 표결에 들어갔다. 2시43분에 개표시작, 2시 50분에 122명 전원찬성으로 헌법개정안이 가결되었음을 선포했다.[* 14]

헌법개정 표결 참석의원/총 122명
고재필 공정식 구태회 길재호 길전식 김대진 김동환
김두현 김병순 김봉환 김삼상 김성곤 김성철 김성희
김영복 김용순 김용진 김용채 김용호 김우경 김우영
김유탁 김유택 김장섭 김재소 김재순 김정렬 김종익
김종철 김종호 김주인 김진만 김창근 김창욱 김천수
김택수 노재필 류광현 류범수 문태준 민기식 민병권
박노선 박두선 박주현 박준규 배길도 백남억 백두진
서상린 설두하 송한철 신동욱 신동준 신윤창 안동준
양정규 오원선 오준석 오치성 오학진 육인수 윤인식
윤재명 윤천주 윤치영 이남준 이동녕 이만섭 이매리
이민우 이백일 이병옥 이병희 이상무 이상희 이성수
이승춘 이영근 이영호 이우헌 이우현 이원만 이원영
이정석 이종근 이진용 이현재 이호범 이효상 장경순
장승태 장영순 전휴상 정간용 정래정 정직래 정진동
차지철 최두고 정치인 최치환 최희송 한상준 한태일
현오봉 현정주/107명, 공화당
이동원 김익준 김성용 박병선 이원우 최석림 차형근
이원엽 이병주 이윤용 양찬우/11명, 정우회
신용남 김용태 정태성 박종태 /4명, 무소속

헌법개정 표결 불참인원/총 49명
고흥문 김대중 김상현 김세영 김수한 김영삼 김옥선
김원만 김은하 김응주 김재광 김정렬 김현기 김형일
김홍일 박기출 박병배 박순천 박영록 박재우 박한상
서범석 송원영 양회수 우홍구 유진산 유진오 윤제술
이기택 이민우 이재형 이중재 임갑수 장준하 정상구
정성태 정운갑 정일형 정해영 조윤형 조일환 조한백
편용호 한통숙 /44명, 신민회
김달수 양순직 예춘호/3명, 무소속
정구영/1명, 공화당
서민호/1명 대중당

2분 뒤인 2시 52분 국민투표법안을 상정, 김용진의원의 제안설명을 듣고 질의토론을 일체생략한채 내무위안대로 122명 만장일치로 통과시켰다. 2시 54분 본회의는 산회(散會) 했고, 공화당은 개표완료 직후 야당에 통고하였다.

- 국민투표법 개정골자

1.  제7조 : 국민투표는 선거관리위원회법에 의한 각급선거관리위원회가 관리함
2. 제8조 : 투표권은 헌법개정안이 공고된 날 현재로 20세이상의 국민으로 함
3. 제12조 : 투표구는 국회의원선거법에 의한 투교구로 하고 개표구는 구·시·군단위로 함
4. 제15조 : 투표인명부는 선거관리위원회의 감독하에 구·시·읍·면의 장이 작성함, 부재자투표제도를 인정함
5. 제29조 : 국민투표에 관한 옥외집회운동의 주체는 정당과 단체로 하고 국민투표에 관한 운동에 있어서 옥외집회에 의한 운동은 이를 규제하고 옥내에서의 운동은 자유로이 하도록 허용함. 다만 서명, 날인운동 등은 금지하고 국민투표의 공정과 자유를 보장하기 위한 규정을 둠
6. 제59조 : 여당과 제1야당의 대리인의 참관을 할 수 있게 함
7. 제89조 : 전부 또는 일부무효의 소송을 인정함.
8. 부칙 제4조 : 이 법 시행후 최초로 행하는 국민투표의 원활한 시행을 위하여 필요한 경과조치를 둠

치열한 개헌반대시위에도 불구하고 개헌안은 10월 17일 국민투표에 부쳐져 총유권자의 77.1％ 참여에 65.1％의 찬성을 얻어 확정되었다. 이 개헌으로 박정희는 1971년 4월 제7대 대통령선거에 민주공화당 후보로 다시 출마하여 당선되었고, 1972년 10월 유신을 통하여 종신 집권의 길을 열었다.

### 국민투표
- 1969년 9월 16일 : 신민회 소속 의원들은 국회 의장실을 점거 농성을 벌이고 이효상 의장의 면담을 거듭 요청하였으나, 이효상 의장은 건강상 문제로 거부 했다.[* 1] 정부는 국무회의를 통해 국민투표법안과 국민투표법시행령을 의결했다.[* 2]
- 1969년 9월 17일 : 공화당은 중앙당사에서  「국민투표추진위원회」를 정식 발족시켜 국민투표에 대비하였다.[* 3]
- 1969년 9월 19일 : 공화당 박정희 총재는 "개헌안의 국회표결은 법에 위배된 것이 하나도 없으며 개헌안에 대한 명확한 의사표시를 하도록한 공화당의 처사는 당연한 것" 밝힌 뒤 "소위 민주주의니 호헌이니 하는 허울 좋은 명분을 내세우고 장기집권 영구집권등의 비난을 일삼고 있다."고 야당의 태도를 비난했다.[* 4]
- 1969년 9월 20일 : 신민회는 창당대회를 열고 새 신민당으로 정식 발족 당면목표인 개헌안저지를 위한 새로운 대여(對與)투쟁태세를 갖추었다. 당을 해산한 뒤 14일만에 원상복귀로, 구 신민당의 당헌과 정강정책을 그대로 채택했다. 다음은 신민당 창당대회의 결의문이다.[* 5]

허다한 시련을 돌파 극복하고 출발하는 우리 신민당창당대회는 위기에선 조국의 민주제도를 사수할 성스러운 싸움에 임하여 이제 다음과 같이 결의한다.
1. 우리는 민주반역의 집단인 공화당 국회가 비겁한 절도적 수법으로 헌법을 훼손한 9.14사태를 엄중히 규탄한다.
2. 우리는 불법처리된 위헌적 국민투표를 통한 공화당의 개헌음모를 분쇄하기 위하여 국민전선을 시급히 강화한다. 그리고 원내외에 걸쳐 총력을 기울여 공화당의 음모를 끝까지 규탄 분쇄한다.
3. 조국의 민주보루인 우리들은 모든 난관을 극복하며 온갖 희생을 무릅쓰고 굳게 단결하여 박정권타도의 당면목표를 기어이 전취한다.

이효상 국회의장은 개헌안 통과로 말미암아 혼란에 대한 도의적 책임을 느껴 사퇴를 했다. 이효상 전 국회의장은 "개헌안의 국회표결이 불법적이라는 것은 결코아니지만 그렇다고 개헌안의 국회표결이 정상적 방법으로 이뤄졌다고는 생각하지는 않는다."고 말했다.

## 같이 보기
- 3선개헌
- 제6차 헌법개정
- 제2차 국민투표